# Senecio yegua
Senecio yegua là một loài thực vật có hoa trong họ Cúc. Loài này được (Colla) Cabrera miêu tả khoa học đầu tiên.